# Arnulf Schröder
Arnulf Schröder (13 tháng 6 năm 1903 – 22 tháng 12 năm 1960, đều tại München) là một diễn viên và đạo diễn người Đức. Ông từng học tại Oberrealschule với Claire Bauroff. Trong sự nghiệp của mình, ông làm việc ở cabaret thuộc Berlin.

## Phim đã đóng
- The Unsuspecting Angel (1936)
- Red Orchids (1938)
- Water for Canitoga (1939)
- Enemies (1940)
- Chased by the Devil (1950)
- Immortal Light (1951)
- Arlette Conquers Paris (1953)
- The Missing Miniature (1954)
- San Salvatore (1956)
- Taiga (1958)
- The Domestic Tyrant (1959)
- Oh! This Bavaria! (1960)